# Balónkování
Balónkování je běžný a přirozený jev, který se objevuje u některých chlapců s neobřezaným penisem. U novorozenců je předkožka spojena s žaludem jemnou epitelovou membránou, mají takzvanou primární fimózu (neboli konglutinaci), která je přirozená. Tato vrstva se přirozeně rozpouští v průběhu času vlivem hormonálních změn v pubertě a přirozeného zkoumání těla. Jakmile se membrána zcela rozpustí, chlapec bude schopen předkožku plně přetáhnout.
Kanadská urologická asociace uvádí, že nafouknutí předkožky během močení (tzv. balónkování) není spojeno s obstrukcí močení a není indikací k obřízce.
Během procesu rozpouštění této membrány může moč krátkodobě zaplnit mezery mezi předkožkou a žaludem tam, kde se již oddělila. Tento jev se označuje jako balónkování, protože připomíná nafukování balónku, který následně splaskne. Předkožka obsahuje tkáň, která udržuje její otvor uzavřený, aby se zabránilo vniknutí nečistot a patogenů. Při močení se tkáň rychle uvolní vlivem tlaku moči, čímž „balónek“ splaskne a moč volně odteče. Tento tlak moči v nově vytvořených kapsách navíc přispívá k dalšímu uvolňování membrány a podporuje proces oddělování předkožky od žaludu.

## Balónkování jako součást vývoje penisu
Rodiče si balónkování mohou všimnout například při přebalování nebo když se dítě učí používat nočník či toaletu. Je však také možné, že tento jev vůbec nezaznamenají, protože se nevyskytuje u všech neobřezaných chlapců. Balónkování je normální součástí vývoje a obvykle není důvodem k panice. Pokud dítě při močení nepociťuje bolest a nejsou přítomny žádné jiné příznaky, například výtok hnisu nebo otok penisu, není potřeba podnikat žádné kroky.